# بيتو
روبيرتو لويس غاسبار دي ديوس سيفيرو الشهير باسم بيتو (بالبرتغالية: Roberto Luís Gaspar de Deus Severo‏) (مواليد 3 مايو 1976 في لشبونة - البرتغال) لاعب كرة قدم برتغالي سابق كان يجيد اللعب في خط الدفاع.
لعب بيتو في أندية سبورتنغ لشبونة (1990-2006) يونياو لاماس بالإعارة (1994-1995) كامبومايورينزي بالإعارة (1995-1996) بوردو الفرنسي (2006) .
ساهم بيتو في تتويج نادي سبورتنغ لشبونة ببطولة دوري الدرجة الممتازة موسمي 1999/2000 و2001/2002 وكأس البرتغال موسم 2001/2002 وكأس السوبر البرتغالي 2000 و2002 .
شارك بيتو في أول مباراة دولية مع منتخب البرتغال في مواجهة منتخب ألمانيا وديا في 6 سبتمبر 1997 وانتهت بالتعادل 1/1 . شارك بيتو في بطولة كأس الأمم الأوروبية لكرة القدم 2000 التي أقيمت في هولندا وبلجيكا وساهم في تأهل منتخب البرتغال إلى الدور النصف النهائي حيث خسروا من منتخب فرنسا 1/2 . ثم تم استدعائه للمشاركة في بطولة كأس العالم لكرة القدم 2002 التي أقيمت في كوريا الجنوبية واليابان معا . لعب بيتو أساسيا في المباراة الأولى أمام منتخب الولايات المتحدة والتي انتهت بالخسارة 2/3 ثم شارك بديلا في الدقيقة 63 في المباراة الثانية التي حققوا فيها فوزا كاسحا على منتخب بولندا 4/0 وفي المباراة الثالثة أمام منتخب كوريا الجنوبية المستضيف تعرض بيتو لموقف عصيب بحصوله على بطاقتين صفراوين وبالتالي الطرد من أرضية الملعب في الدقيقة 66 وانتهت المباراة بالخسارة 0/1 والخروج من البطولة من دورها الأول . تم استدعاء بيتو مجددا للانضمام إلى تشكيلة منتخب البرتغال للمشاركة في بطولة كأس الأمم الأوروبية لكرة القدم 2004 التي أقيمت في البرتغال ولكنه لم يشارك في أي مباراة بسبب تفضيل المدرب البرازيلي لويس فيليب سكولاري للثنائي ريكاردو كارفاليو وجورجي أندراده عليه . في نهاية البطولة أعلن بيتو اعتزاله اللعب الدولي حيث أصبح مجموع مبارياته 31 مباراة سجل خلالها هدفين .

## روابط خارجية
- بيتو على موقع الاتحاد الدولي (مؤرشف)  (الإنجليزية)
- بيتو على موقع قاعدة بيانات كرة القدم.إي يو (الإنجليزية)
- بيتو على موقع ناشيونال فوتبول تيمز (الإنجليزية)
- بيتو على موقع Soccerway.com (الإنجليزية)
- بيتو على موقع عالم كرة القدم.نت (الإنجليزية)
- بيتو على موقع أوليمبيديا (الإنجليزية)